# Nikolai Alexandrowitsch Wtorow

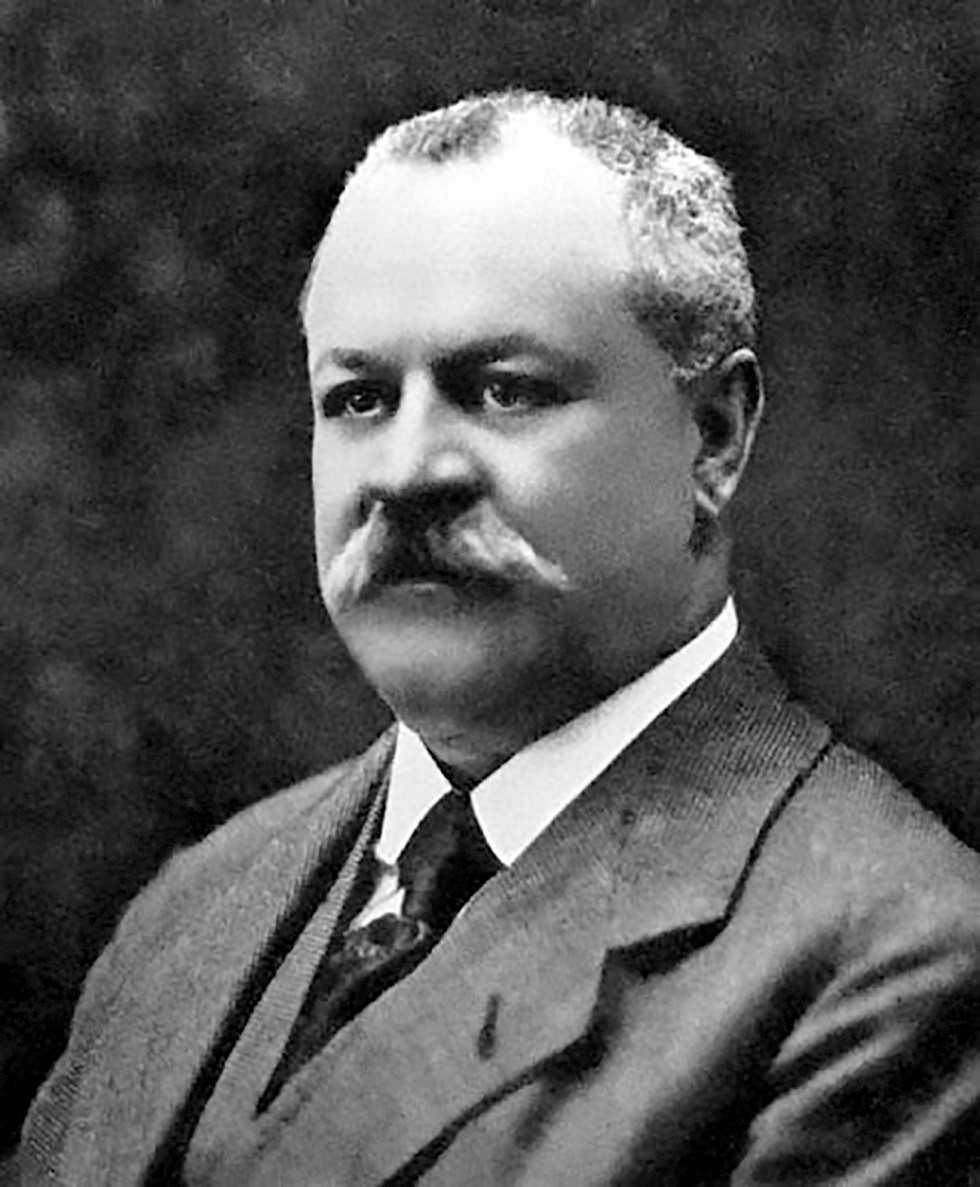
Nikolai Wtorow

Nikolai Alexandrowitsch Wtorow (russisch Никола́й Алекса́ндрович Второ́в; wiss. Transliteration Nikolaj Alexandrovič Vtorov; * 15. Apriljul. / 27. April 1866greg. in Irkutsk, Russisches Kaiserreich; † 20. Mai 1918 in Moskau) war ein russischer Großindustrieller und der reichste Mann des Landes vor der Oktoberrevolution. Sein Vermögen wurde auf 60 Millionen Goldrubel geschätzt.

## Leben
Der Vater von Wtorow war ein Kaufmann aus Irkutsk und hinterließ Nikolai und dessen Bruder ein Vermögen von 13,6 Millionen Rubel. 1897 zog Wtorow nach Moskau, wo er ein Netzwerk von Handelshäusern namens Söhne A.F.Wtorows gründete, das bald einen Großteil des Handels mit Sibirien beherrschte. Er ließ sich dort das später Spaso House genannte repräsentative Gebäude bauen. Wtorow kaufte Dutzende Banken und Gesellschaften auf. Später stieg er in die Rüstungsbranche und die Metallverarbeitung ein und besaß einige große Produktionsstätten im Donezbecken. Wtorow gründete im Ersten Weltkrieg die Fabrik Elektrostal im Gouvernement Moskau sowie das landesweit erste Werk chemischer Färbemittel. Zusammen mit dem Geschäftsmann Rjabuschinski gründete er auch das erste Automobilwerk AMO, das in der Sowjetunion in SIS bzw. SIL umbenannt wurde und Lastwagen herstellte. Zur Zeit des Ersten Weltkrieges verbuchte Wtorow durch Rüstungsaufträge große Gewinne.
Nach der Oktoberrevolution 1917 bekundete Wtorow zwar den Bolschewiki seine Loyalität, fiel jedoch im Mai 1918 einem Mordanschlag zum Opfer, der nie aufgeklärt wurde.